# Militaria

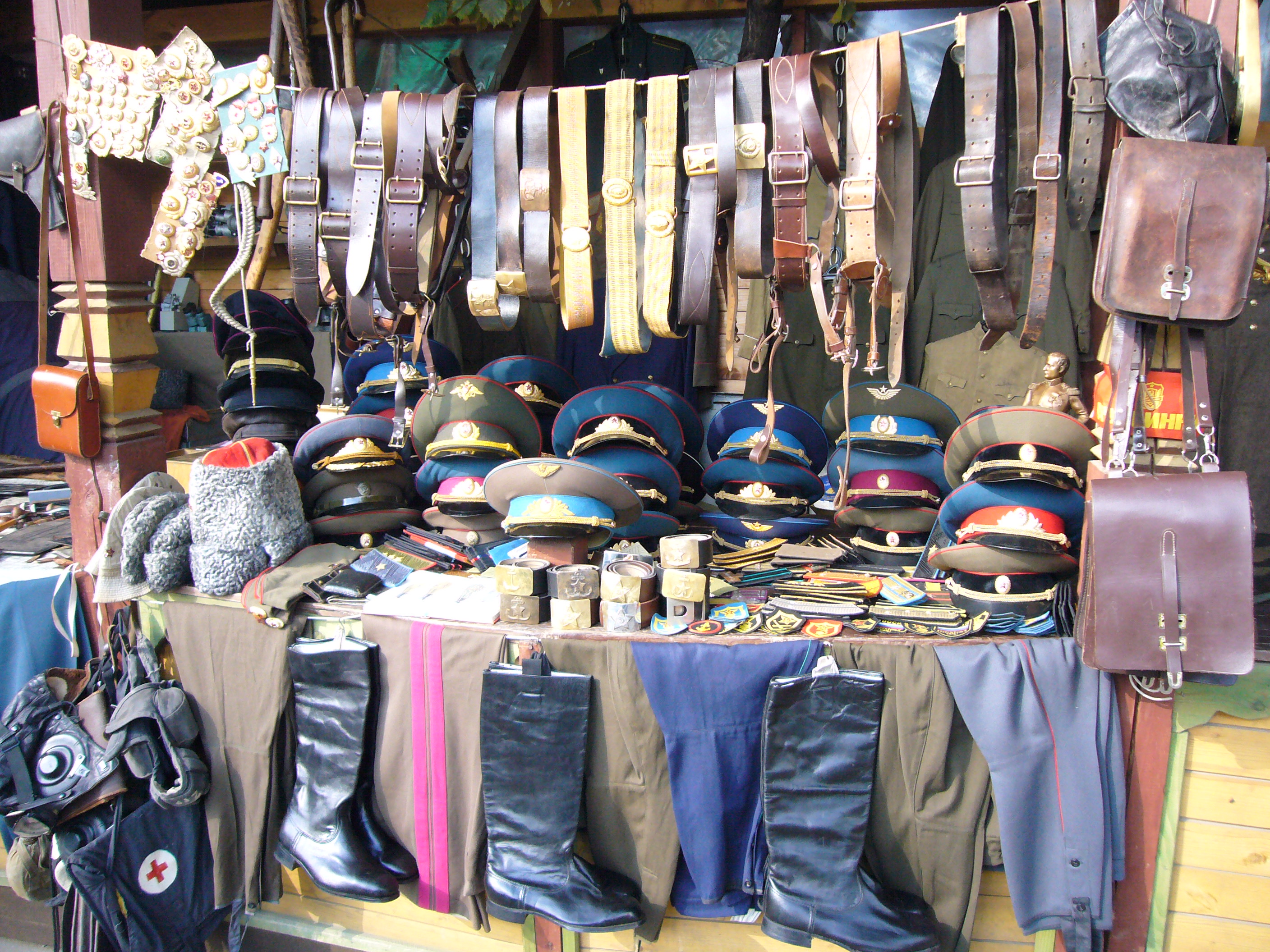
Verschillende voorbeelden van militaria.

Militaria of militaire antiquiteiten is de benaming voor alle voorwerpen of replica's van zaken met betrekking tot het krijgswezen, politie en dergelijke, die worden verzameld vanwege hun historische betekenis. Hiertoe behoren:
- vuurwapens, zwaarden, messen en ander wapentuig;
- uniformen, helmen en ander militaire hoofddeksels en militaire beschermingsstukken;
- militaire ordes en onderscheidingen;
- gedenkmunten en prijzen;
- onderscheidingstekens en insignes;
- militaire kunst, beeldhouwwerken en afdrukken;
- efemeren als sigarettenkaarten, foto's, antiquairboeken, tijdschriften en posters; schaalmodellen en speelgoedsoldaten;
- voorwerpen uit strijduitrustingen en velduitrustingen.

Veel Europese families, met name adellijke families met een lange militaire traditie, hebben grote verzamelingen militaria opgebouwd, die van generatie op generatie werden overgeleverd. Militaria vormen tegenwoordig ook een beleggingsvorm, aangezien de waarde van zeer zeldzame voorwerpen slechts zelden daalt.